# Jezebelle Bond
Pour les articles homonymes, voir Bond.
Jezebelle Bond est une actrice pornographique américaine née le 27 mai 1979 à Eureka en Californie.

## Awards
- 2002 AVN Award nommée - Best Tease Performance - Love Shack
- 2002 AVN Award nommée - Best All-Girl Sex Scene, Video - Fast Cars & Tiki Bars avec Isabella Camille et Bunny Luv
- 2004 AVN Award nommée - Best Group Sex Scene, Video - The Bachelor

## Filmographie
Elle a tourné plus de 150 films.